# نوویه بورلی
نوویه بورلی (انگلیسی: Novyye Burly) یک شهرک در شهرستان گافوریسکی استان باشقیرستان کشور روسیه است.